# Грінберг Григорій Лазарович
Григорій Лазарович Грінберг (3 червня 1929, Кишинів, Румунське королівство — 2013, Хайфа) — молдавський радянський спортсмен і тренер (настільний теніс).
Чотириразовий чемпіон СРСР в одиночному (1957), парному (з Геннадієм Аверіним, 1960) і змішаному (1958) розрядах (бронзовий призер в 1954 у), 34-разовий чемпіон Молдавії  (1945–1979) і чемпіон СНД серед ветеранів (1992). Перший в Молдавії майстер спорту (1953) і заслужений майстер спорту з настільного тенісу. Виступав у складі першої радянської збірної команди з настільного тенісу (1954).
Закінчив історичний факультет Кишинівського педагогічного інституту ім. І. Крянге (1953). З 1946 був нападником збірної Молдови з футболу, виступав за «Динамо» (Кишинів), у складі якого став переможцем Кубка Молдавії; з 1949 а — багаторазовий чемпіон Кишинева з настільного тенісу. Протягом десятиліть був головним тренером з настільного тенісу товариства «Локомотив» в Кишиневі. З 1996 а в Ізраїлі.
Автор посібників «Настільний теніс: техніка, тактика, методика навчання» (Лумина: Кишинів, 1973) і «Настільний теніс в школі: Посібник для вчителів» (Лумина: Кишинів, 1988).
Дочка — Лідія Грінберг, багаторазова чемпіонка Молдавії з настільного тенісу, тренер. Син — Володимир Грінберг, майстер спорту з настільного тенісу.